# Mexico-Stad
Mexico-Stad (Spaans: Ciudad de México, CDMX), voorheen Distrito Federal de México, is de hoofdstad van Mexico. De stad is het politieke, economische en culturele centrum van het land. Mexico-Stad zelf heeft 9,2 miljoen inwoners, de agglomeratie Mexico-Stad is met 25,4 miljoen inwoners de achtste metropool van de wereld.
De stad werd in 1521 gesticht op de ruïnes van de oude Azteekse hoofdstad Tenochtitlan. Het was de hoofdstad van het Spaanse onderkoninkrijk Nieuw-Spanje en sinds 1821 van het onafhankelijke Mexico.
Mexico-Stad is gelegen in de Vallei van Mexico op 2240 meter boven de zeespiegel, waardoor het geldt als grootste hooggelegen stad ter wereld. Mexico-Stad grenst in het westen, noorden en oosten aan de deelstaat Mexico, waarin zich de meeste voorsteden bevinden, en in het zuiden aan de staat Morelos. Bestuurlijk is Mexico-Stad een federale entiteit met een status die vergelijkbaar is aan die van de 31 staten van Mexico. De stad is opgedeeld in 16 gemeenten.

## Geschiedenis

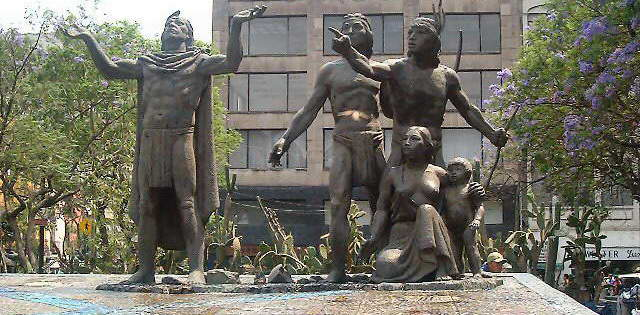
Standbeeld in Mexico-Stad dat de stichting van de stad uitbeeldt

De stad werd in 1325 als Tenochtitlan door de Azteken gesticht. Volgens de legende zou hun stamgod Huitzilopochtli de plaats aanwijzen waar de op dat moment nog nomadische Azteken zich moesten vestigen, door een adelaar op een cactus een slang te laten verslinden. Dit tafereel staat afgebeeld op het wapenschild van de vlag van Mexico. Deze gebeurtenis vond plaats op een eiland in het Texcocomeer, dus daar stichtten de Azteken hun hoofdstad. De stad breidde zich al snel uit over andere eilanden, zodat er een soort Venetië ontstond. Op het hoogtepunt van zijn bestaan had Tenochtitlan 200.000 tot 300.000 inwoners. Daarmee was het de op twee na grootste stad ter wereld, na Parijs en Constantinopel.
In 1519 bereikte de Spaanse conquistador Hernán Cortés de stad. Na eerst vriendelijk te zijn ontvangen werd hij later de stad uitgejaagd. Na een maandenlange belegering gaf de stad zich op 13 augustus 1521 over. Het werd de hoofdstad van het onderkoninkrijk Nieuw-Spanje en na 1821 van het onafhankelijke Mexico, alhoewel de Mexicaanse regering de stad tijdens burgeroorlogen meerdere malen heeft moeten ontvluchten. In 1847 werd Mexico-Stad bezet door de Amerikanen en in 1863 door de Fransen. Aan het eind van de 19e eeuw werd de stad grotendeels gemoderniseerd en werden de laatste resten van het meer drooggelegd.
In de twintigste eeuw begon het inwonertal van Mexico-Stad fors te groeien, het was zelfs een tijdlang de grootste stad ter wereld. In 1968 werden de Olympische Spelen in Mexico-Stad georganiseerd maar dat jaar wordt in Mexico vooral herinnerd wegens het bloedbad van Tlatelolco dat twee weken voor de opening van de spelen plaatsvond. Op 19 september 1985 werd de stad getroffen door een zware aardbeving (het epicentrum lag zuidelijk van de stad in Michoacán), waarbij 5.000 tot 20.000 doden vielen en nog eens tienduizenden hun huis kwijtraakten.
In 1997 werden democratische hervormingen doorgevoerd, waarmee de burgemeester en de districtsraden voortaan door de bevolking gekozen zouden worden. In 2017 werd het recht op zelfbestuur van de stad verankerd in een eigen grondwet, opgesteld door een grondwetgevende vergadering bestaande uit gekozen leden.

## Demografie

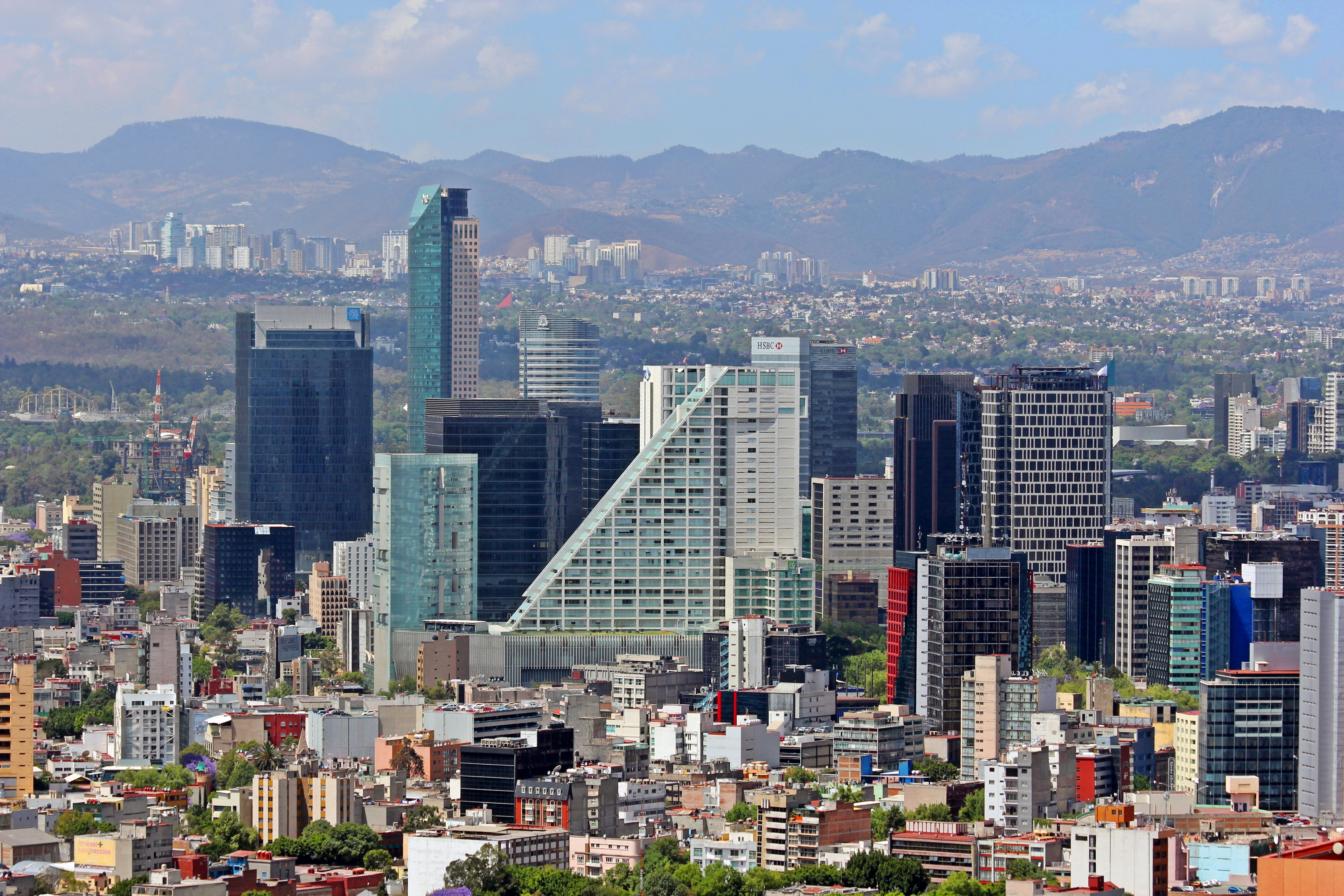
De Paseo de la Reforma gezien vanaf Chapultepec

Al sinds het begin van de jaartelling is de Vallei van Mexico een van de dichtstbevolkte gebieden van het Amerikaanse continent. De huidige agglomeratie Mexico-Stad heeft 25 miljoen inwoners, Mexico-Stad zelf 8,8 miljoen. Het inwoneraantal van Mexico-Stad is sinds 1980 ongeveer stabiel, maar de voorsteden groeien nog steeds explosief. Het migratiesaldo van het centrum van de stad is licht negatief.
Mexico-Stad is het gebied met het hoogste inkomen per hoofd van de bevolking en staat het hoogst in de index van de menselijke ontwikkeling van Mexico. De wijken in het westen van de stad (Colonia Del Valle, Polanco, Condesa, Las Lomas, San Ángel) zijn over het algemeen het welvarendst, terwijl de wijken in het oosten, op de voormalige meerbodem, het armste zijn. Deze oost-westverdeling geldt ook voor de voorsteden, de oostelijke voorsteden Sancristóbal Ecatepec de Morelos, Ciudad Nezahualcóyotl en Chalco gelden als arm, terwijl Tlalnepantla, Naucalpan de Juárez en Ciudad López Mateos relatief welvarend zijn.
De meest gesproken taal is het Spaans. Van oudsher wordt ook Nahuatl in Mexico-Stad gesproken, hoewel er momenteel nog slechts 37.450 personen, oftewel 0,44 procent, Nahuatl als moedertaal hebben. Andere indiaanse talen die er worden gesproken zijn Otomí, Mixteeks, Zapoteeks en Mazahua. Sprekers van deze talen zijn geëmigreerd uit andere delen van Mexico. Hoewel er geen statistieken van worden bijgehouden, wordt vermoed dat Engels en Duits minstens even veel sprekers hebben als de indiaanse talen.
90 procent van de inwoners is rooms-katholiek, 7 procent heeft een andere godsdienst en 3 procent heeft geen religie. Daarmee wijkt Mexico-Stad niet noemenswaardig af van de rest van Mexico.

## Bestuurlijke status
Sinds een bestuurlijke hervorming in 2016 is Mexico-Stad een bestuurlijke entiteit binnen de Mexicaanse republiek die vrijwel dezelfde status heeft als die van de 31 deelstaten van het land. Voorheen was het een federaal district (Spaans: Distrito Federal) met beperktere bevoegdheden. In juni 2016 is een grondwettelijke vergadering gekozen om een eigen grondwet voor Mexico-Stad op te stellen. In februari 2017 werd deze zogeheten Magna Carta, waaraan burgers zelf mee konden meeschrijven, gepresenteerd.
Mexico-Stad is opgedeeld in zestien gemeenten (Spaans: alcaldías). De voorsteden van Mexico vallen onder de deelstaat Mexico (Spaans: Estado de México). De grootste voorsteden van Mexico-Stad zijn Ecatepec, Nezahualcóyotl, Naucalpan, Tlalnepantla, Chimalhuacán en López Mateos.

## Stadsbeeld

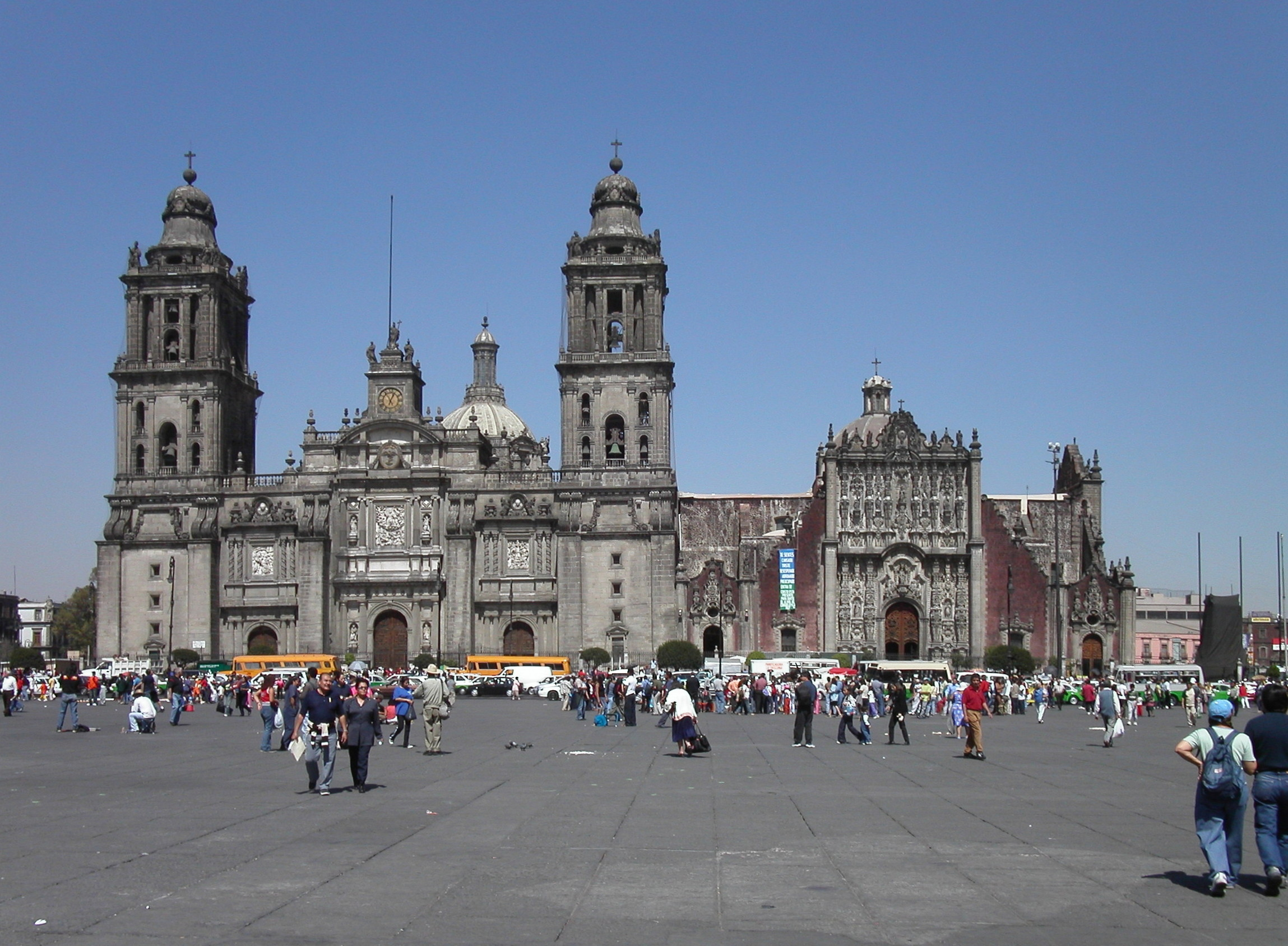
Het Zócalo en de Kathedraal

### Bezienswaardigheden

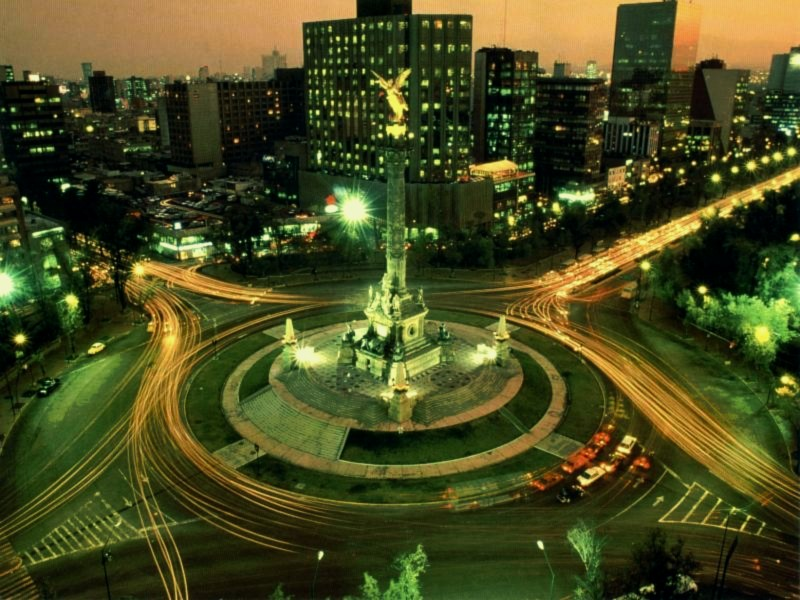
Ángel de la Independencia

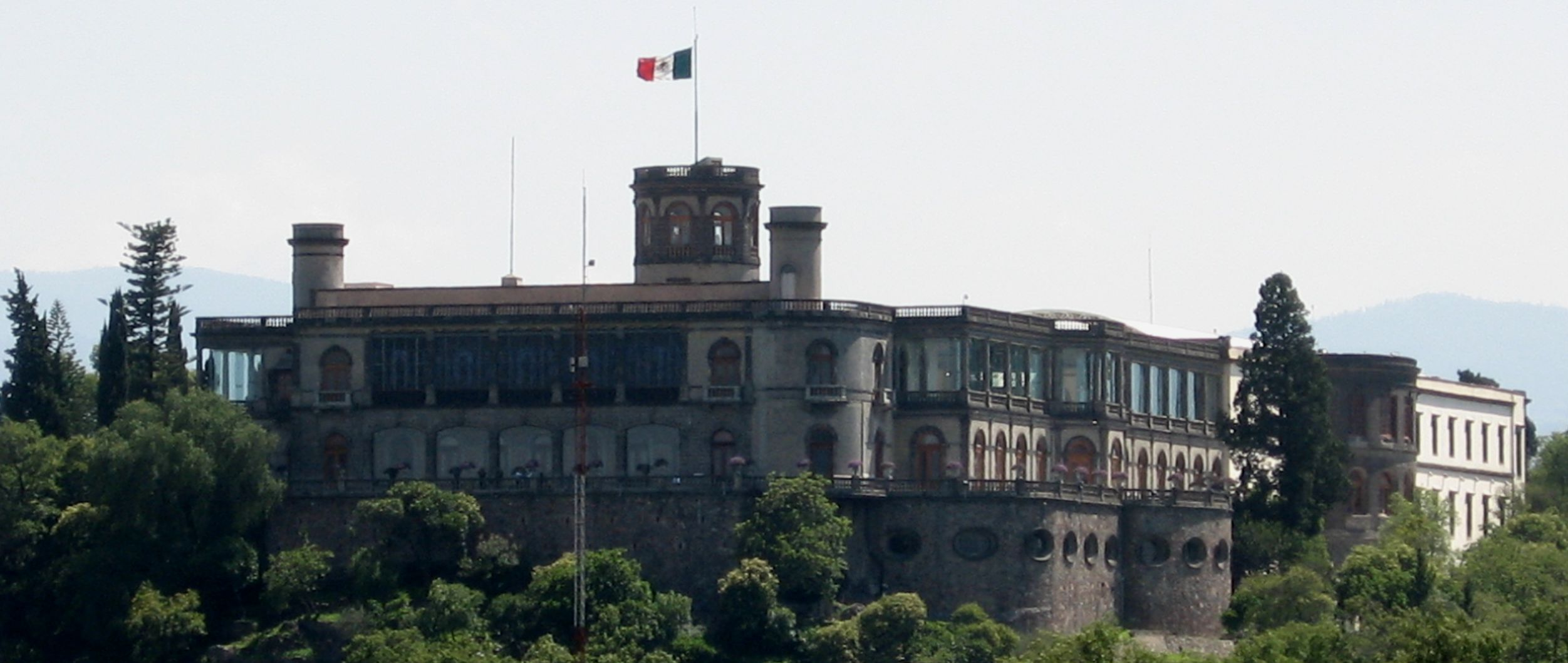
Het Paleis van Chapultepec

Een van de meest bezochte plaatsen in Mexico-Stad is het in het historische centrum gelegen Zócalo, waar zich de Azteekse templo mayor, het Nationaal Paleis en de Spaanse kathedraal bevinden. Het Zócalo is het op twee na grootste plein ter wereld.
Van de Avenida de los Insurgentes, die de stad van noord naar zuid doorsnijdt, wordt gezegd dat het de langste avenue ter wereld is. De Avenida kruist in het centrum de Paseo de la Reforma, die wel de 'Seine van beton' genoemd wordt. Op rotondes in de Paseo bevinden zich talrijke monumenten, waaronder de Ángel de la Independencia, dat tevens dienstdoet als mausoleum voor een aantal onafhankelijkheidsstrijders. Aan de Paseo de la Refoma bevindt zich bovendien de Torre Mayor, het hoogste gebouw van Latijns-Amerika. Aan het westelijke uiteinde van de Paseo bevindt zich Chapultepec. Dit is een groot park gelegen op een heuvel. Van oudsher is dit het oord waar inwoners van de hoofdstad naartoe gaan om ontspanning te zoeken; de Azteekse keizers hadden er al een residentie en de Spaanse vicekoningen lieten er het Paleis van Chapultepec bouwen. Na de onafhankelijkheid werd het paleis een kazerne, en weer later het paleis van keizer Maximiliaan. Tegenwoordig is het een museum. Het Nationale Antropologiemuseum, dat een groot aantal bijzondere precolumbiaanse voorwerpen bezit, bevindt zich in dit park, evenals het cultureel centrum Los Pinos, dat tot 2018 het presidentiële paleis was.

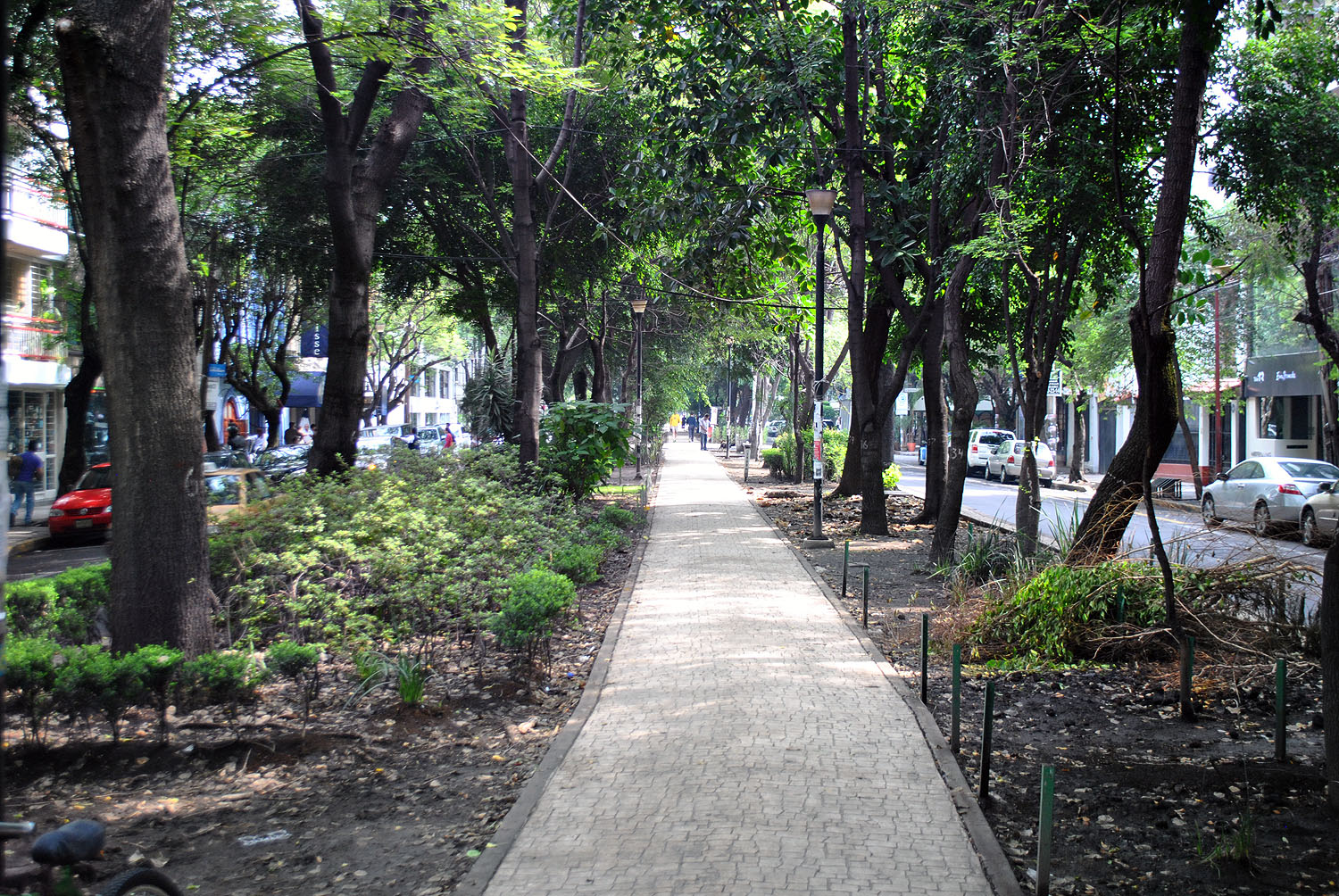
Groene middenberm in het midden van Avenida Ámsterdam, Condesa

De nabijliggende wijken van Condesa en Roma zijn bekend om hun architectuur, art-deco-flatgebouwen in Condesa en neoclassicistische herenhuizen met invloed van de Franse Belle époque-stijl in Roma. Daarnaast zijn er kleinschalige avenues (o.a. Avenida Ámsterdam) met middenbermen met voetpaden en bomen, en trattoirs vol met boutiques, terrassenrestaurants en -cafés. Roma heeft zich bewezen als een van de primaire culinaire zones van de stad.
Meer naar het noorden, in Tlatelolco, de oude Azteekse marktstad, bevindt zich het Plein van de Drie Culturen. Ten noorden daarvan, op de heuvel Tepeyac, bevindt zich de Basiliek van Guadalupe, gebouwd naar aanleiding van de verschijning van de Maagd van Guadalupe in 1531. De Basiliek trekt per jaar miljoenen pelgrims.
In het zuiden van de stad bevinden zich de kunstenaarswijken Coyoacán en San Ángel. Hier zijn veel zijn schilderingen van Diego Rivera te vinden, maar ook schilderingen van andere muralisten zijn door de gehele stad te vinden. In de gemeente Coyoacán bevinden zich ook de voornaamste campus van de Nationale Autonome Universiteit van Mexico en het Aztekenstadion. Coyocán was ook de wijk waar Leon Trotski werd vermoord. Zijn voormalige woonhuis is nu een museum. De binnenstad van Mexico is samen met Xochimilco opgenomen in de lijst van Werelderfgoed van de UNESCO.

### Problemen

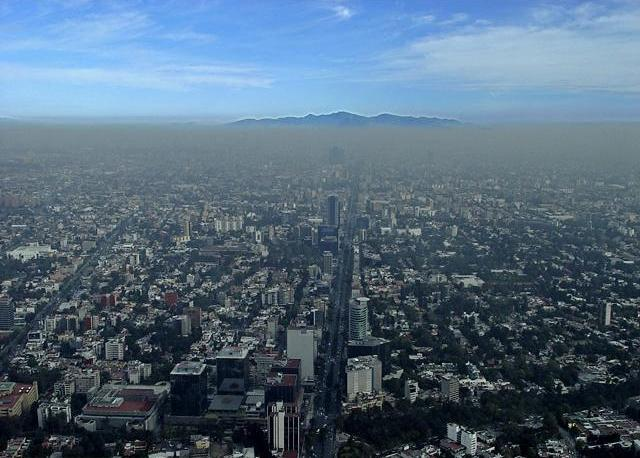
Smog boven Mexico-Stad

Mexico-Stad is gebouwd in de Vallei van Mexico. Deze vallei wordt aan alle kanten omgeven door vulkanen (waaronder de Popocatépetl). Dit heeft als gevolg dat luchtvervuiling, zoals smog blijft hangen. Er wordt weleens gezegd dat een dag lucht inademen in Mexico-Stad gelijkstaat aan een pak sigaretten roken. Vooral in de wintermaanden, wanneer de lucht boven de vallei koud is en de warme lucht uit de stad (door inversie) niet kan opstijgen, is de luchtvervuiling sterk. De Popocatépetl, in de Azteekse en koloniale periode vanuit de stad goed zichtbaar, kan door de smog nog zelden vanuit de stad gezien worden.
Een ander milieuprobleem is de instabiele ondergrond. Toen de Azteken Tenochitlan stichtten bestond de stad uit eilandjes in het Texcocomeer. Gedurende de eeuwen is dit meer vrijwel geheel drooggevallen of drooggelegd. De grond is nog steeds erg instabiel, op sommige plaatsen verzakt de stad 25 centimeter per jaar. De Ángel de Independencia heeft er bijvoorbeeld een aantal keren trappen bijgekregen om boven de grond te blijven. Doordat Mexico-Stad ook nog eens op het laagste punt van de vallei ligt, kunnen afvalstoffen moeilijk afgevoerd worden. Wat overgebleven is van het Texcocomeer is daardoor bijzonder giftig. Dit zorgt weer voor een drinkwaterprobleem. Er is weleens voorgesteld een pijpleiding van Veracruz aan de Golf van Mexico naar Mexico-Stad aan te leggen om dit op te lossen, maar het bleek dat dit lastig haalbaar was en dat het bij wijze van spreken eenvoudiger en goedkoper zou zijn om heel Mexico-Stad naar Veracruz te verplaatsen.
In veel wijken is er een hoge criminaliteit en er zijn veel straatkinderen, volgens sommige cijfers 50.000.

### Verkeer en vervoer
Een probleem van een andere orde is de verkeerschaos. Mexico-Stad is een van de grootste steden ter wereld. De metropool heeft ongeveer 23 miljoen inwoners en dat aantal groeit nog steeds. Er is weliswaar een uitgebreid metrosysteem, maar tijdens de spits kan dat nauwelijks iedereen vervoeren. Nieuwe metrolijnen of andere vormen van openbaar vervoer zijn vaak achterhaald op het moment dat ze voltooid zijn, alhoewel een aantal nieuwe experimenten met hoogwaardig openbaar vervoer de druk iets wisten te verminderen zoals 
sinds 8 augustus 2021 een kabelbaan van 10,6 kilometer met 7 tussenstations tussen een wijk in de Heuvels en het centrum.

De luchthaven van de stad is de Internationale Luchthaven Benito Juárez. Mexico-Stad heeft een metrosysteem en er rijden trolleybussen.

## Politiek

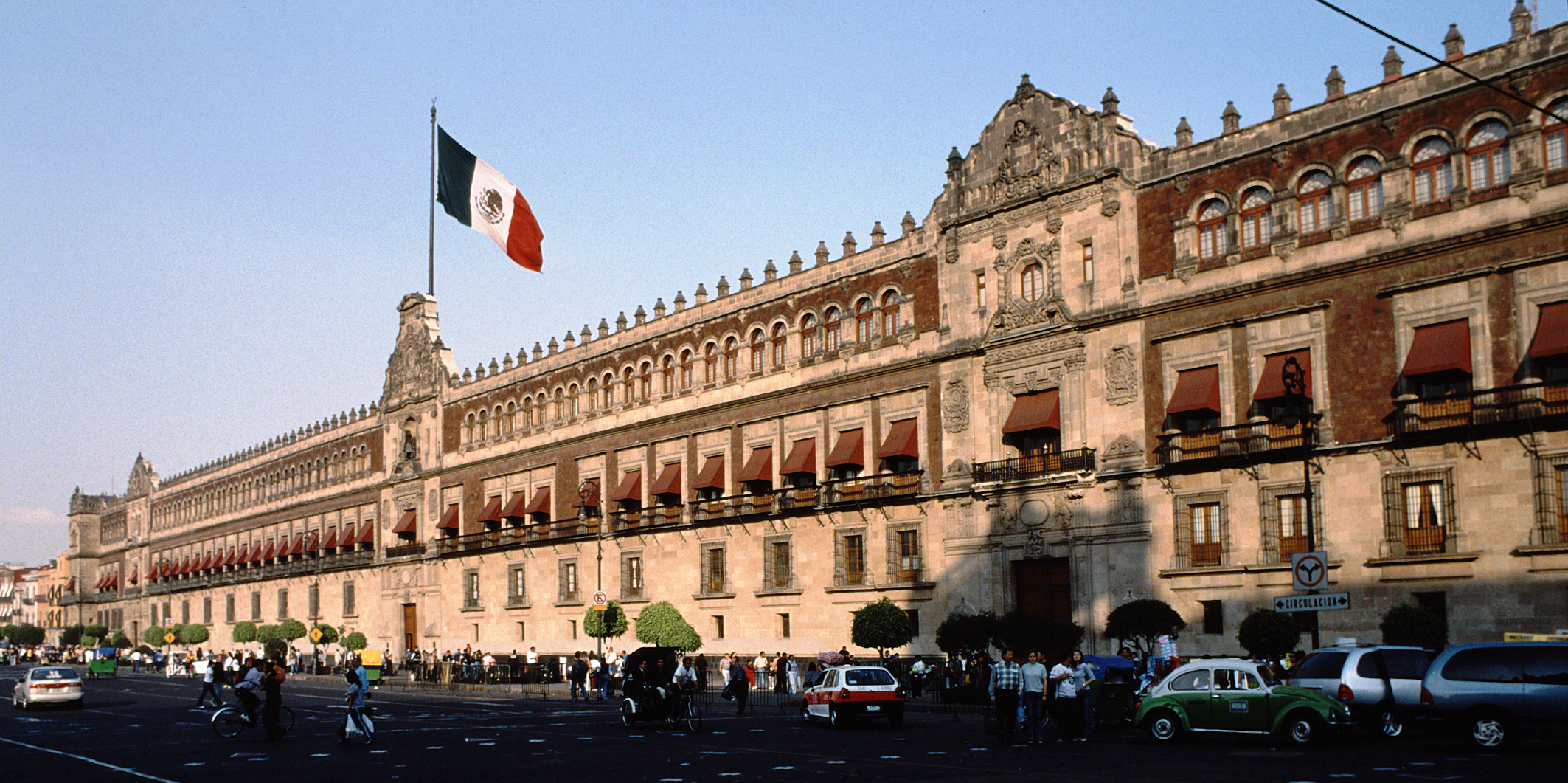
Het Nationaal Paleis, de regeringszetel

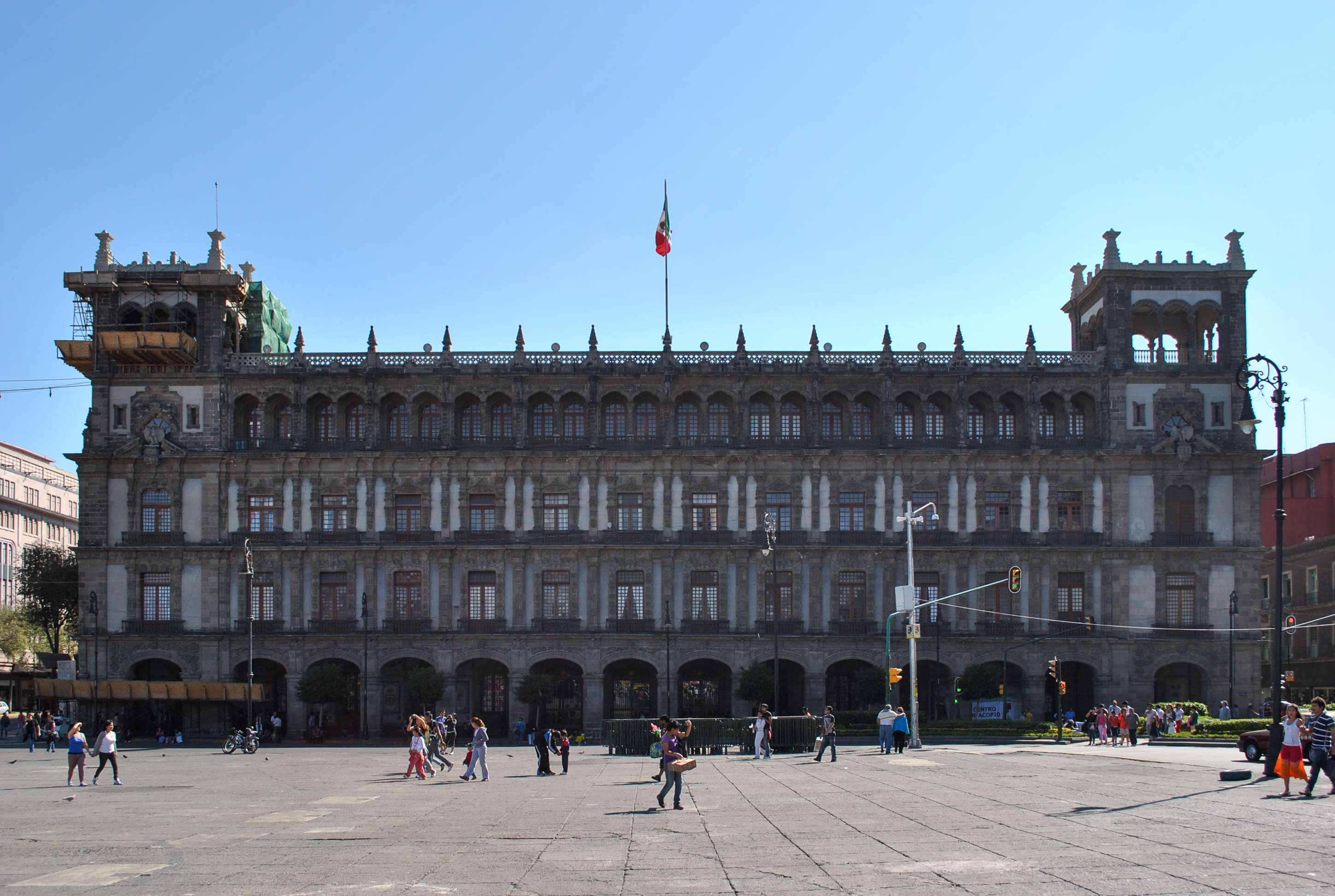
Het Palacio de Ayuntamiento, het stadhuis

Mexico-Stad werd lange tijd direct door de federale regering bestuurd. Binnen het Mexicaanse kabinet was er een minister die belast was met het bestuur van het Federaal District, die doorgaans de "regent" werd genoemd. Sinds 1997 wordt het echter geregeerd door een gekozen jefe de gobierno (regeringsleider), een functie die in de (internationale) pers vaak wordt beschreven als die van burgemeester. De huidige regeringsleider is Marti Batres van de partij Morena. De functie van de wetgevende macht wordt vervuld door de Wetgevende Assemblee van Mexico-Stad. Mexico-Stad geldt als een links bolwerk. Tussen 1997 en 2018 is elke burgemeester afkomstig geweest van de linkse PRD.
Mexico-Stad staat sinds het begin van de 21e eeuw bekend om zijn progressieve uitstraling. Op 20 december 2009 werd in het Federaal District als de eerste hoofdstad in het katholieke Latijns-Amerika een nieuwe wet aangenomen die het homohuwelijk mogelijk maakt. Ook mogen getrouwde homoseksuele koppels kinderen adopteren. De wet trad in februari 2010 in werking. Ook is Mexico-Stad een van de weinige jurisdicties in Latijns-Amerika waar abortus vrij is toegestaan.

## Andere namen
De Engelse naam van de stad is Mexico City, een naam die ook in andere talen, waaronder het Nederlands, wel gebruikt wordt. Uit de tijd dat Mexico-Stad een federaal district was stamt de benaming México, D.F., naar het voorbeeld van Washington, D.C.
Inwoners van Mexico-Stad worden in Mexico defeños (D.F.'ers), capitalinos (Hoofdstedelingen) of informeel chilangos genoemd. Chilango was oorspronkelijk een scheldnaam voor inwoners die oorspronkelijk van buiten de stad kwamen, maar is inmiddels ingeburgerd geraakt als geuzennaam voor alle inwoners van de stad. De stad zelf wordt ook wel gekscherend Chilangolandia genoemd.
De Real Academia Española heeft naar aanleiding van de politieke hervorming mexiqueño als inwoneraanduiding voorgesteld maar die naam is niet ingeburgerd.
De oude poëtische bijnaam van Mexico-Stad is 'de Stad van de Paleizen' (La Ciudad de los Palacios). De stad dankt die omschrijving aan Alexander von Humboldt die in een brief aan huis schreef dat Mexico-Stad kon wedijveren met de grote steden van Europa.

## Cultuur

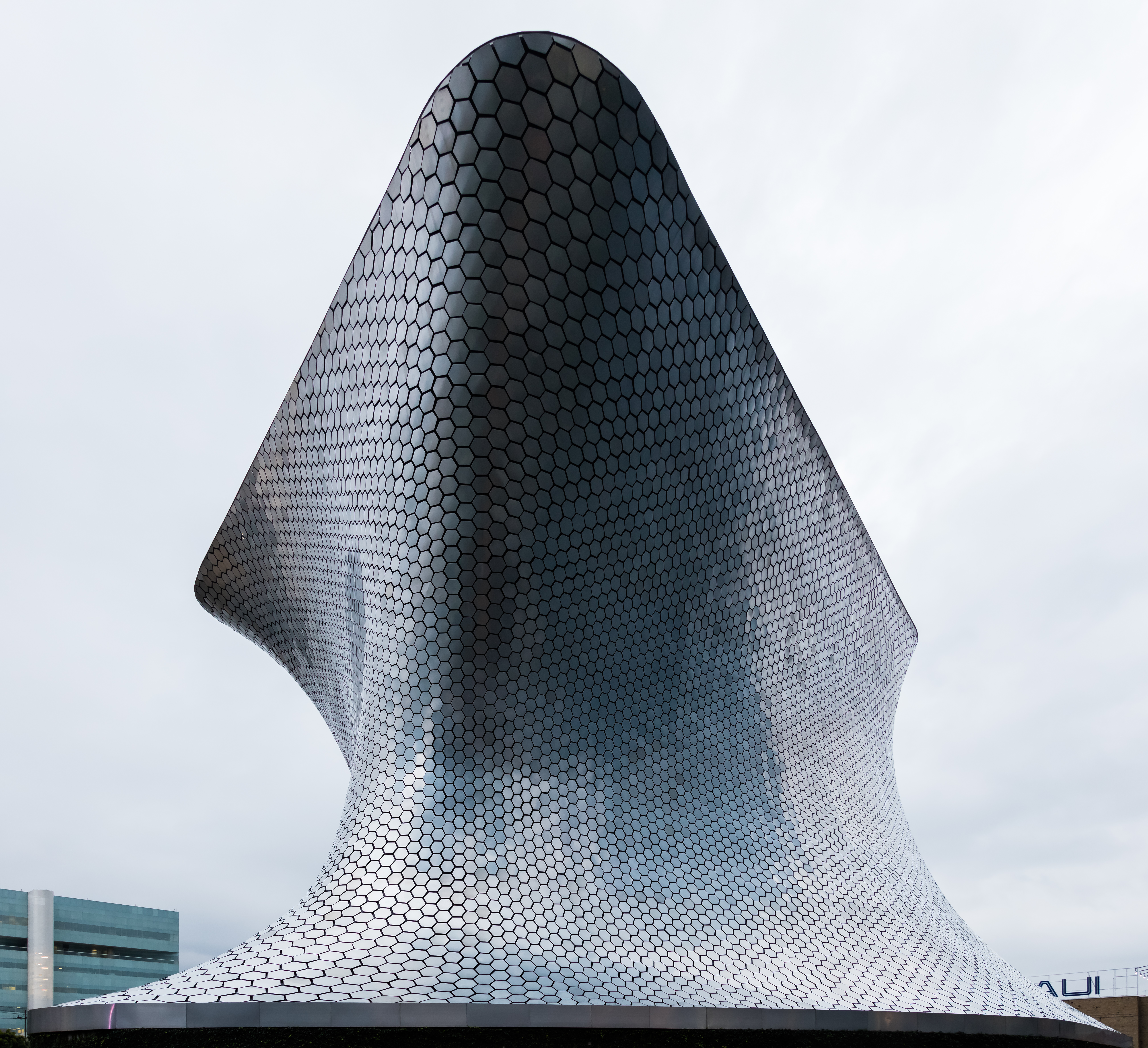
het in 2011 geopende Soumayamuseum

### Onderwijs

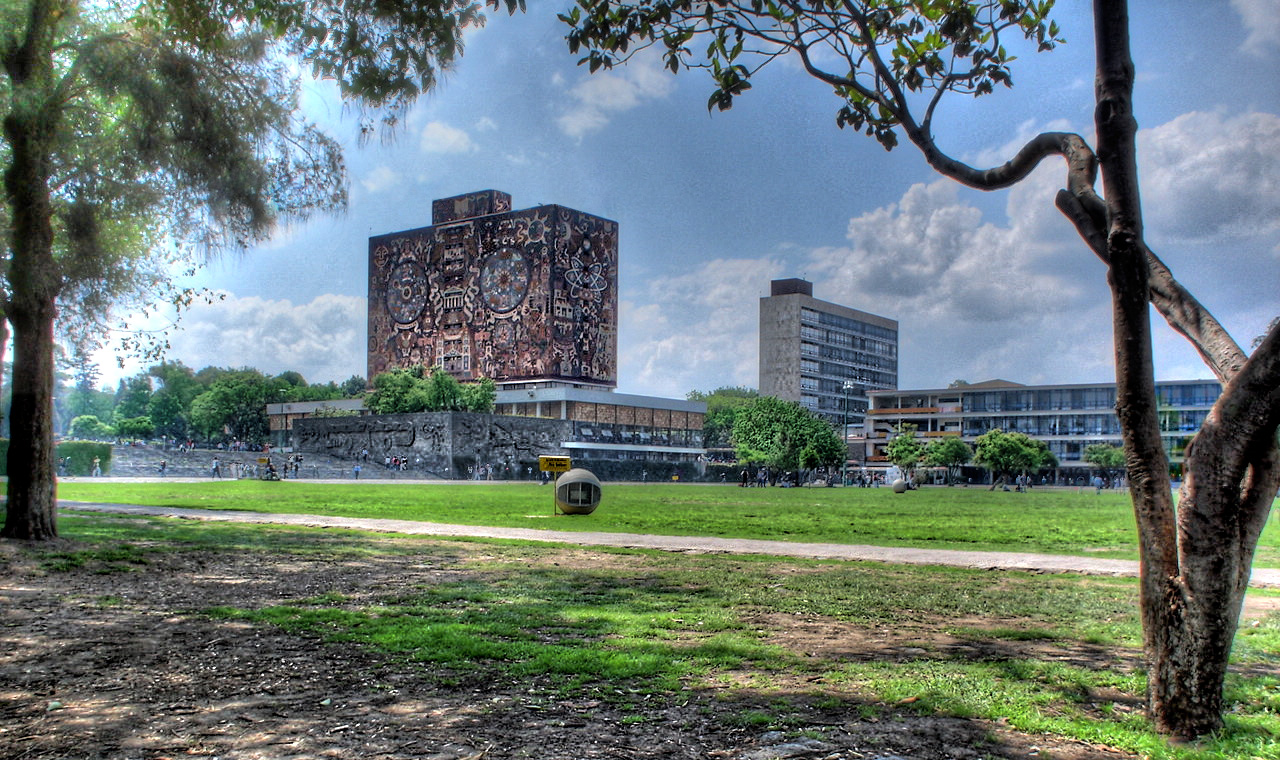
Nationale Autonome Universiteit van Mexico (UNAM)

Met bijna 300.000 studenten is de Nationale Autonome Universiteit van Mexico (UNAM) de grootste universiteit van de stad en zelfs van heel Latijns-Amerika. De voornaamste campus van de UNAM, Ciudad Universitaria, is gevestigd in het zuiden van de stad. Het Nationaal Polytechnisch Instituut (IPN), dat vooral gericht is op de technische wetenschappen, is de tweede universiteit van de stad. In 1976 werd een nieuwe universiteit opgericht om tegemoet te komen aan de groeiende vraag naar hoger onderwijs: de Autonome Metropolitaanse Universiteit (UAM). De UAM heeft drie campuses,in het noorden (Azcapotzalco), in het zuidoosten (Iztapalapa) en in het zuiden (Xochimilco). In 2002 richtte Andrés Manuel López Obrador opnieuw een stedelijke universiteit op, de Autonome Universiteit van Mexico-Stad (UACM). Andere bekende universiteiten zijn het College van Mexico, het Technologisch Autonoom Instituut van Mexico (ITAM) en de Ibero-Amerikaanse Universiteit.

### Media
Mexico-Stad vormt het centrum voor de Mexicaanse media. De meeste grote Mexicaanse kranten, waaronder El Universal, Reforma, Excélsior en La Jornada, hebben hun hoofdkantoor in Mexico-Stad, evenals de televisieomroepen Televisa en TV Azteca.

## Sport

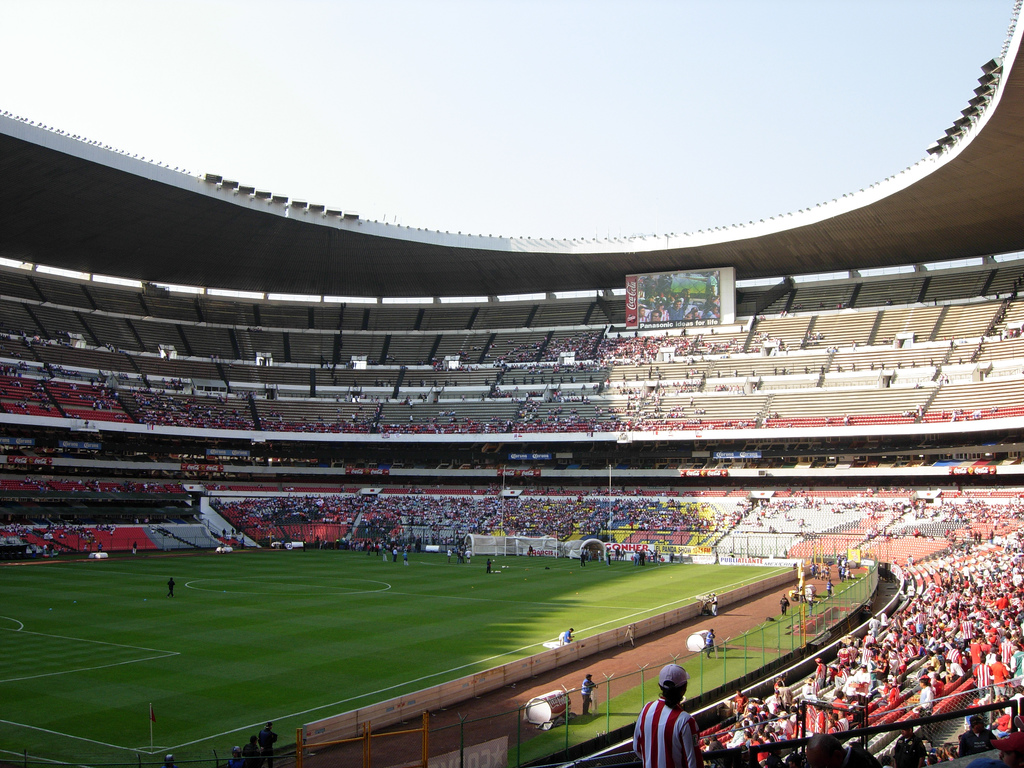
Aztekenstadion

De stad is thuisbasis van meerdere voetbalclubs, waaronder Club América, Cruz Azul en Pumas UNAM. In het Aztekenstadion, thuisbasis van América en Cruz Azul, is twee keer de finale van het wereldkampioenschap voetbal georganiseerd. Op de campus van de Nationale Autonome Universiteit van Mexico bevindt zich het Universitair Olympisch Stadion, thuisbasis van de Pumas UNAM en gebouwd voor de Olympische Spelen van 1968. De wielerbaan van Mexico-Stad is de hoogstgelegen ter wereld. Omdat de luchtweerstand daarom laag is worden pogingen het werelduurrecord te verbreken vaak hier gedaan. O.a. Eddy Merckx, Francesco Moser en Leontien van Moorsel hebben hier het werelduurrecord gebroken.

## Stedenbanden
- Berlijn (Duitsland), sinds 1993
- Chicago (Verenigde Staten)
- Cuzco (Peru)
- Los Angeles (Verenigde Staten)
- Madrid (Spanje)
- Nagoya (Japan)
- Parijs (Frankrijk), sinds 1999
- San Salvador (El Salvador)
- Seoel (Zuid-Korea), sinds 1992